# Матара (округ)
Матара (синг. මාතර දිස්ත්‍රික්කය, там. மாத்தறை மாவட்டம்) — один из 25 округов Шри-Ланки. Входит в состав Южной провинции страны. Административный центр — город Матара.
Площадь округа составляет 1283 км². В административном отношении подразделяется на 16 подразделений.
Население округа по данным переписи 2012 года составляет 803 999 человек. 94,16 % населения составляют сингальцы; 2,94 % — ларакалла; 0,63 % — ланкийские тамилы; 2,23 % — индийские тамилы и 0,04 % — другие этнические группы. 94,0 % населения исповедуют буддизм; 2,35 % — ислам; 3,23 % — христианство и 0,36 % — индуизм.

## Населённые пункты
Административным центром округа является город Матара, где расположен муниципальный совет.
Среди прочих городов: Акуресса, Велигама (имеет свой городской совет), Дондра, Мирисса и другие.